# B. Nagy Zoltán
B. Nagy Zoltán (1972. február 12. – Budapest, 2019. július 13.) magyar sportújságíró.

## Életútja
1990-ben az Egressy Gábor Műszaki Szakközépiskolában érettségizett. 17 évesen a Nemzeti Sport külsős munkatársa lett. 1993-ban alapító főszerkesztője volt a Budapesti Foci hetilapnak. Vezető munkatársként dolgozott fővárosi, illetve Pest megyei sportlapoknál: a Budapesti Futball 7, az Utánpótlás Futball 7, és haláláig a Sportszelet lapnál. A női labdarúgás egyik ismert szakírója, a noilabdarugas.hu főszerkesztője volt. Az amatőr labdarúgásban Nagy II Zoltán néven játékvezetőként tevékenykedett. Edzőként női futsal NB I-es bajnoki címet nyert a Vesta csapatával.